# 로렌스 귀타드
로렌스 귀타드(Laurence Guittard, 1939년 7월 16일 ~ )는 미국의 배우, 텔레비전 배우이다.
샌프란시스코에서 태어났다.

## 영화
- 리틀 나이트 뮤직 (1978년)